# Euryglossina atomaria
Euryglossina atomaria är en biart som först beskrevs av Cockerell 1914.  Euryglossina atomaria ingår i släktet Euryglossina och familjen korttungebin. Inga underarter finns listade i Catalogue of Life.

## Bildgalleri

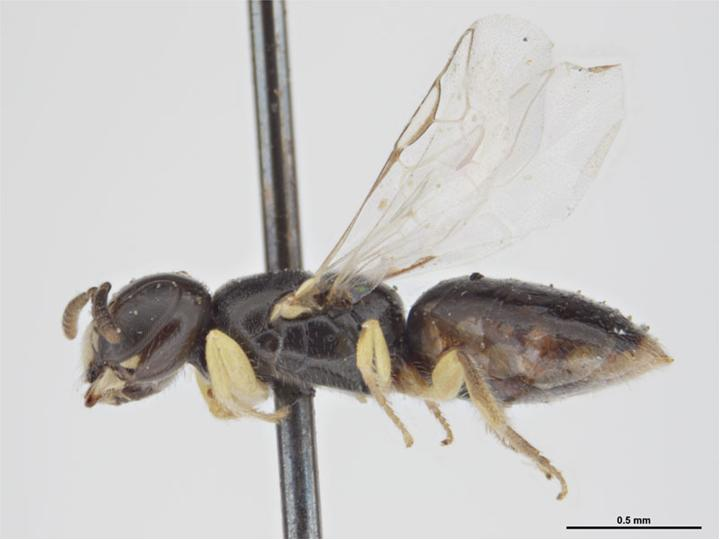